# 石油巨头
石油巨头（英語：Big Oil）一般指世界上資本或企業規模巨大的石油集團公司，而最大的五至六家石油集團公司，亦被称为“石油超級巨頭”（英語：或），包括英国石油公司、埃克森美孚公司、荷兰皇家壳牌、雪佛龙石油公司、康菲石油公司和道达尔石油公司等等，有时也被描述为形成影響美國國會的石油幫集团的一部分。
石油巨頭的政經影響力，特別是在美國，常與能源產業游说团体有關，亦產生企業貪腐案例，如雷根政府期間，石油巨頭的遊說團體成功地使美國能源部減少60%的人力。石油巨頭為上億元的資本避稅和石油開發博弈。於美國及國際媒體使用此詞時，往往不包括在國際石油訂價方面比石油巨头有更大影響力的的石油輸出國組織石油公司及國家石油公司。近年來，新興市場也出現了石油企業及資本兼并，產生出新的石油巨頭。

## 歷史演變
世界史觀點來看，1960年代展開了石油宰制的全球化，大科學為石油巨頭鋪開了基礎建設的發展，至1980年代開始的全球氣候變遷、石油頂峰的能源變局，石油巨头均以其政治、經濟及媒體的影響力，在人類走向石油依賴的生活型態及政經問題，包括環境惡化、政治不穩定及全球經濟發展差距，扮演了主要角色。1941－1954年間的美國外交石油政策，亦為美國世紀的重要發展時期，同時也是美國石油巨头發展其政經影響力的時期。20世紀中多數的戰爭和國際紛爭都和国际石油业相關，而美國羅斯福總統新政時期對美國石油业原有的敵意及管制，也因二次世界大戰戰爭動員的需要，取消原有的節制石油巨头的政經勢力的努力。
20世紀国际石油业歷史從石油七姐妹開始，指1950年代起控制着中东石油资源的西方七大石油公司，當時的七姐妹指：
- 盎格魯-波斯石油（今英国石油）
- 荷兰皇家壳牌
- 海灣石油
- 德士古（今雪佛龙石油）
- 加州標準石油公司
- 新澤西標準石油公司（今埃索石油）
- 紐約標準石油公司（今埃克森美孚石油）

20世纪90年代后期，因原油价格崩盘、98年的亚洲金融危机、西方国家的经济成长与原油消费脱钩等等的环境及结构性因素，國際石油巨头進行了企業及資本兼并。

## 石油巨头的企業及資本兼并
在世界進行企業及資本兼并的歷史上，世界石油巨头美孚公司与埃克森公司兼并創造了比通用公司還大的企業，同樣是石油巨头的英国石油公司也合併了美国阿莫克公司
，和另一家巨頭荷兰皇家壳牌石油公司正面交锋。
現在的石油超級巨頭有：
- 英國石油（英國）
- 荷兰皇家壳牌（荷蘭和英國）
- 道達爾（法國）
- 雪佛龍（美國）
- 埃克森美孚（美國）

康菲公司（美國）有時也被納入此石油超級巨頭。
石油公司要“大”才能制胜的理念在90年代末达到鼎盛並普遍，“特大型”石油公司從企業的合併或聯姻而形成：在美国有康纳和石油（Conoco）和菲利普斯石油（Phillips）的合併，埃克森石油与美孚石油联姻，雪佛龙石油（Chevron）与德士古（Texaco）的合并；歐洲則有法国道达尔石油 （Total）收购了比利时石油财务公司（Petrofina）和本国的埃尔夫-阿奎坦公司（Elf Aquitaine），而英国石油併購了美國石油公司阿莫科（Amoco）和大西洋里奇菲尔德（Arco）;其中只有皇家荷兰壳牌石油未受合并潮影响。
普遍认知是，透過合併，大公司建立了商业模型精简运营，提高与石油服务承包商的定价权，与外国政府协商时的談判优势；合并提高冶炼部门的效率，但不意謂著开采和生产部门的壮大，反之亦然，因为开采部门与冶炼部门的业务没有太多的关联。。2004年和2005年，石油行业成为全球最赚钱的行業，使年度《财富》500前10位中，石油巨头和汽车巨头平分秋色，各占四席。
實際上，在2011年左右，石油巨頭几乎没有石油定价权，因為定价权實質掌握在拥石油储备丰富的国家及华尔街银行和对冲基金的手裡，而投資者正把眼光放在單一業務公司上（參見拆分風潮一節）。

## 新興市場的新興石油巨頭
石油超級巨頭控制約全球6%左右石油儲量；相對於有88%的儲量是由位於中東的OPEC、卡特尔壟斷聯盟及国家石油公司，這些在新興市場日漸有影響力的石油公司中，部分被金融時報點名為「新七姊妹」，分別為中國石油集團（中國），俄羅斯天然氣工業（俄羅斯），伊朗國家石油（伊朗），巴西國家石油（巴西），委內瑞拉石油（委內瑞拉），馬來西亞國家石油（馬來西亞），沙特阿美石油（沙烏地阿拉伯）。
中國
中國中海油公司與日本石油巨頭三井物產也在收購印尼東固液化天然氣專案控股權時有正面遭遇。
面對世界石油经济体系的資本與企業的髙度集中化，為求和大型跨国石油公司抗衡，中国的能源巨头们以"股权换能源"的方式，期望能將中國的海外石油投资体系集中起來。
在中國加入WTO時，雖然在中国综合国力增强和国际地位的提高背景下，中國的石油巨頭有所發展，但在资金和技术方面与国际石油巨头差距仍在。在國際併購上中海油和國際石油巨头競爭，被中國戰略家視為在考驗美國的底線。国际石油巨头對中國能源市場的投资计划包括以出租车司机和长途驾车者為目標的加油站附設热食零售站。
2005年，中国石油三巨头（中石油、中石化和中海油）雖共盈利1910亿元，然而炼化和销售环节的巨亏被忽视了。中国石油三巨头在海外上市，而中海油至2006年底成功的7筆收購成果，被認為是中國石油三巨頭中，海外併購戰略在實踐上最成功的。

## 拆分风潮
2011年，康菲石油公司將开采及生产部门与冶炼和营销部门的拆分为二，财富雜誌預測，若此举动能带来公司市值的增加，會帶動拆分潮，包括英国石油和埃克森美孚等石油巨头若因此在未來進行拆分，將彻底反轉能源行业的歷史整併的原格局。
拆分风潮的可能性，其主因在投資者注意到单一业务公司的复兴：据花旗投资研究分析公司调查显示，2000年出现合并潮以来，大型石油公司的股票平均折价，与单一业务竞争对手相比，保持在11%－12%，相當於几十亿美元市值的损失；拆分或可释放了上亿美元的潜在市值。

## 對石油巨頭的批評
知名科普作家亞伯特‧賈夸出書批評石油巨頭佔用石油這類人類共有財產為已有，製造出霸道的經濟。
世界石油业界著名分析员安东尼娅·朱哈斯亦出一系列的書揭露石油巨頭相關的政經貪腐及對世界環境的破壞。
2013年，中國中央政府打擊石油系反腐時，南方周末指出中國两石油巨头环保数据长年造假，和与官方数字差十倍，造就了公司自我宣传与监管结论和公众期待的落差。